# Cage the Elephant
I Cage the Elephant sono un gruppo rock statunitense, formatosi a Bowling Green, nel Kentucky, dove originariamente erano noti come "Perfect Confusion". Hanno vinto due Grammy Award al miglior album rock nel 2017 per Tell Me I'm Pretty e nel 2020 per Social Cues.

## Storia
Il loro singolo Ain't No Rest for the Wicked raggiunse il numero 32 nella classifica dei singoli del Regno Unito ed è stata inserita nella colonna sonora del videogioco del 2009 Borderlands, inoltre è stata utilizzata come introduzione nel primo episodio nella serie televisiva Lucifer nel 2016. La band firmò un contratto con la EMI Records dopo un'apparizione al South by Southwest music festival nel 2007, ed in seguito si trasferì a Londra, in Inghilterra.
Il loro album di debutto Cage the Elephant, pubblicato il 23 giugno 2008, ottenne perlopiù giudizi favorevoli dalla critica ed ha raggiunto la prima posizione della classifica "Top Heatseeker" statunitense. Ad inizio 2008 i Cage the Elephant partirono per un tour come band di supporto dei The Pigeon Detectives e l'anno dopo fecero da supporto ai Silversun Pickups e alla Manchester Orchestra. Il gruppo è apparso in TV durante il David Letterman Show nel luglio 2009.
Nell'agosto 2007 i Cage the Elephant suonarono per la prima volta al Lollapalooza a Chicago, dove ritornarono nell'agosto 2009. Nel giugno 2009 la band si esibì inoltre al music festival Bonnaroo.
Nell'ottobre 2013 i Cage the Elephant pubblicano il loro terzo album Melophobia, preceduto dall'uscita del singolo Come a Little Closer.

## Influenze
Nel sito ufficiale la band spiega che le loro influenze sono molteplici e che cominciarono a assimilare tutto ciò che potevano trovare, tra le band citate vi sono i Beatles, i Ramones, i Led Zeppelin, Chuck Berry, i Rolling Stones, i Nirvana e i Pixies, anche se si possono sentire sonorità simili a quelle degli Arctic Monkeys e uno stile del cantato che ricorda quello dei Kasabian.

## Formazione

### Formazione attuale
- Matthew Shultz – voce (2006-presente)
- Brad Shultz – chitarra (2006-presente)
- Nick Bockrath – chitarra solista (2014-presente)
- Daniel Tichenor – basso, seconda voce (2006-presente)
- Jared Champion – batteria, percussioni (2006-presente)
- Matthan Minster – tastiera, chitarra ritmica, coro (2013-presente)

### Ex componenti
- Lincoln Parish – chitarra solista (2006-2013)

## Discografia

### Album in studio
- 2008 – Cage the Elephant (Relentless Records)
- 2011 – Thank You, Happy Birthday (Relentless Records)
- 2013 – Melophobia (RCA Records)
- 2015 – Tell Me I'm Pretty (RCA Records)
- 2019 – Social Cues (RCA Records)
- 2024 – Neon Pill

### Album live
- 2012 – Live from the Vic in Chicago
- 2017 – Unpeeled

### EP
- 2010 – Live at Grimey's

### Singoli
- 2007 – Free Love
- 2008 – In One Ear
- 2008 – Ain't No Rest for the Wicked
- 2009 – Back Against the Wall
- 2011 – Shake Me Down
- 2011 – Around My Head
- 2011 – Aberdeen
- 2013 – Come a Little Closer
- 2014 – Take It or Leave It
- 2014 – Cigarette Daydreams
- 2015 – Mess Around
- 2016 – Trouble
- 2017 – Cold Cold Cold
- 2019 – Ready to Let Go